# Cyclopina elegans
Cyclopina elegans är en kräftdjursart som beskrevs av T. Scott 1894. Cyclopina elegans ingår i släktet Cyclopina och familjen Cyclopinidae. Inga underarter finns listade i Catalogue of Life.